# 斑れい岩

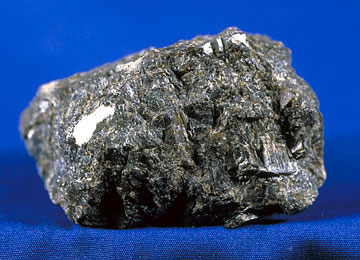
斑れい岩

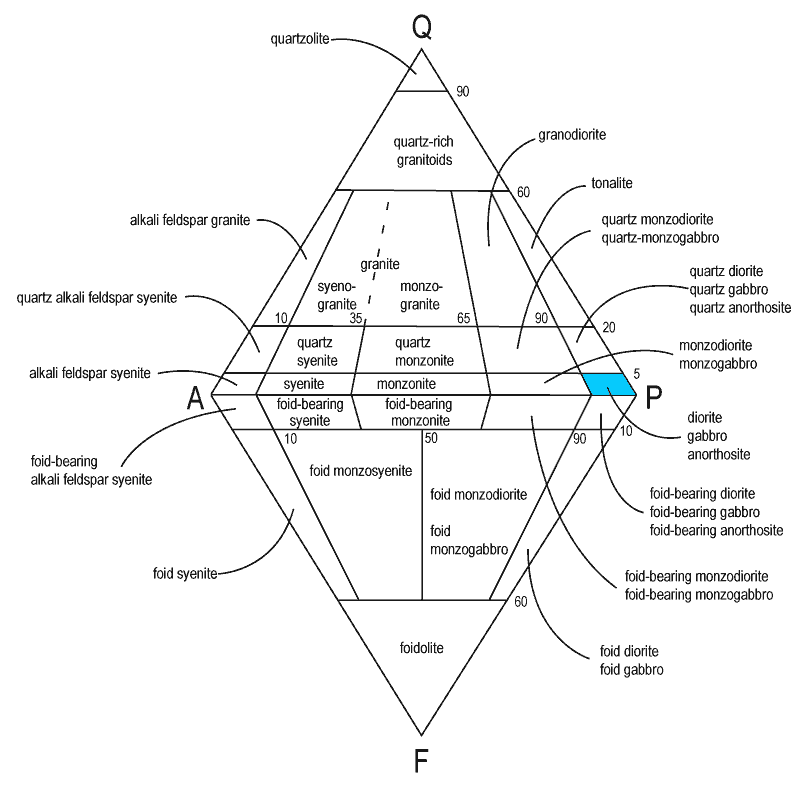
深成岩のQAPF図;
Q:石英、A:アルカリ長石、P:斜長石、F:準長石

斑れい岩（斑糲岩、はんれいがん、英語: gabbro、ガブロ）は、深成岩の一種。火山岩の玄武岩に対応する。
有色鉱物の角閃石や輝石を多く含み、岩石全体が黒っぽい（ペグマタイト質のものは斜長石の白い部分が目立つことがある）。磁鉄鉱なども含んでいることがある。斑れい岩等の無色鉱物はほとんどが斜長石で、アルカリ長石や石英をほとんど含まない。
閃緑岩との区別は、斜長石の灰長石成分（An）の割合による（An<50が閃緑岩、An>50が斑れい岩）。アルカリ長石が含まれるようになるとモンゾ斑糲岩、石英が含まれるようになると石英斑糲岩、アルカリ長石と石英の両方を含むと石英モンゾ斑糲岩となる。

## 語源
イタリアの工芸家が呼んでいた石材名"gabbro"に由来するが、初めは蛇紋岩や輝石からなる特殊な火成岩に使われていた。これを1810年にフォン・ブーフが岩石名とした。初めは蛇紋岩や輝石からなる特殊な火成岩の名であったが、後になって、今日のような意味で使われるようになった。
斑糲岩という難しい訳語を作ったのは、小藤文次郎（1884年〈明治17年〉）。糲は「くろごめ」（玄米）のことで、粒状で黒い斑点のある石という意味らしい。明治初期には「飛白石・カスリイシ」の訳も行なわれたが、これはかすり模様という意味でつけられた名前である。どちらも、白い斜長石と黒い輝石が白黒の斑点に見えることを意味する。